# Cantonul Tours-Nord-Est
Cantonul Tours-Nord-Est este un canton din arondismentul Tours, departamentul Indre-et-Loire, regiunea Centru, Franța.